# Gertjan De Vos
Gertjan De Vos (né le 7 août 1991 à Grimbergen) est un coureur cycliste belge.

## Biographie
Gertjan De Vos naît le 7 août 1991 à Grimbergen en Belgique. En 2009, il termine neuvième de Liège-La Gleize, sous les couleurs du club Avia. 
Il termine troisième du Grand Prix d'Affligem en 2012. En 2013, alors membre de l'équipe Ovyta-Eijssen-Acrog, il s'impose en solitaire lors de la quatrième et dernière étape de la Ronde de l'Isard d'Ariège. Il termine la course onzième au classement général, à 2 minutes et 19 secondes du vainqueur Juan Ernesto Chamorro. En août, il intègre en tant que stagiaire l'équipe continentale 3M, qui l'engage pour la saison 2014.
À la suite d'une piètre dernière saison au sein du Team 3M, De Vos s'engage avec le club Profel United pour 2017, après être devenu entre-temps chef de chantier dans la signalisation. En cours d'année, il intègre l'effectif de l'équipe continentale Start Vaxes, à licence bolivienne. Bénéficiant d'un programmes de courses plus étoffé, il reçoit notamment l'occasion de participer au Tour du lac Qinghai, en Chine.

## Palmarès
- 2012[1]
  - 3e du Grand Prix d'Affligem
- 2013
  - 4e étape de la Ronde de l'Isard d'Ariège

## Classements mondiaux
| Année           | 2013 |
| --------------- | ---- |
| UCI Europe Tour | 899e |